# Kościół Wniebowzięcia Najświętszej Marii Panny w Bańskiej Bystrzycy

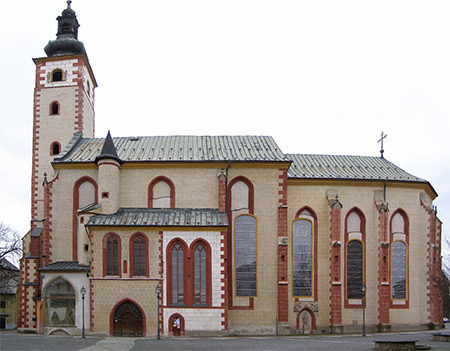
Kościół Wniebowzięcia NMP w Bańskiej Bystrzycy

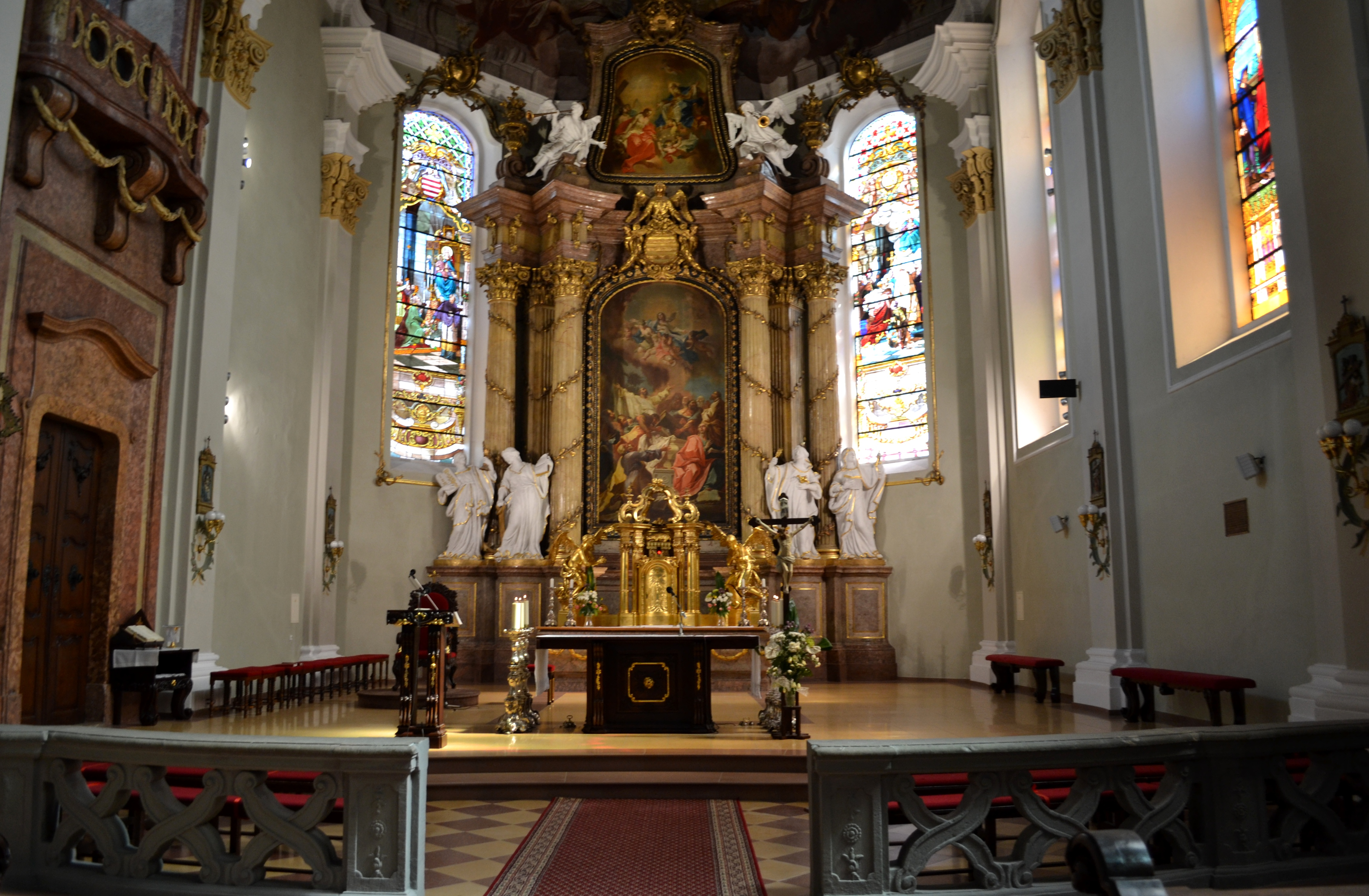
Prezbiterium

Kościół Wniebowzięcia Najświętszej Marii Panny – najstarszy kościół w Bańskiej Bystrzycy na Słowacji. Był w przeszłości miejskim kościołem parafialnym i świątynią bogatego mieszczaństwa bańskobystrzyckiego, w większości niemieckojęzycznego, dlatego był nazywany kościołem „niemieckim”, a do dziś jest nazywany kościołem „farnym”.
Jego budowę rozpoczęto w 1255 – do dziś stoi romańska wieża i północna ściana budowli. W XIV w. kościół rozbudowano w stylu gotyckim o zakrystię i boczne kaplice. Znaczną część wnętrza zniszczył wielki pożar w 1500, w czasie którego miasto zostało w znacznym procencie spalone. Jeszcze większy pożar wybuchł w 1761. W kościele uległ wtedy zniszczeniu średniowieczne wyposażenie wnętrza, w tym główny gotycki ołtarz prawie 20-metrowej wysokości, autorstwa Mistrza Pawła z Lewoczy. Po tym pożarze kościół przebudowano w stylu barokowym, wtedy to powstały m.in. obecne beczkowe sklepienia. Później świątynię kilkakrotnie restaurowano.
We wnętrzu kościoła rzucają się w oczy barokowe malowidła A. Schmidta na sklepieniu oraz obrazy J. Prackera w ołtarzu głównym. Na lewo od ołtarza brązowa chrzcielnica, piękne dzieło średniowiecznego kowalstwa, autorstwa mistrza Jodaka z 1476. Najcenniejszy zabytek kryje się w gotyckiej kaplicy św. Barbary po lewej stronie nawy głównej. Jest to kunsztowny gotycki ołtarz wyrzeźbiony w 1509 przez wspomnianego Mistrza Pawła z Lewoczy. Na złocistym tle stoją w nim postacie Matki Boskiej z Dzieciątkiem, św. Barbary i św. Hieronima. Po południowej stronie nawy widnieje ołtarz św. Marii Magdaleny z końca XV w. We wnęce południowej elewacji kościoła znajduje się późnogotyckie dzieło rzeźbiarskie nieznanego autora z końca XV w., przedstawiające Chrystusa na Górze Oliwnej (po renowacji wystawione na widok publiczny w 1995).
Gdy 25 sierpnia 1620 roku obradujący w Bańskiej Bystrzycy sejm wybrał siedmiogrodzkiego księcia Gábora Bethlena na króla Węgier, w kościele Wniebowzięcia NMP została odprawiona msza dziękczynna. Tu również przedstawiciele delegatów sejmowych, a po nich przedstawiciele poszczególnych stanów złożyli hołd nowo wybranemu królowi. Niewiele brakowało, by świątynia ta stała się kościołem koronacyjnym. Pomimo nacisków niektórych zwolenników Bethlena ten nie zdecydował się jednak na koronację (chociaż, jak mówi tradycja, koronę miał ze sobą).